# Wim Esajas
Siegfried Willem (Wim) Esajas (16 april 1935 – Paramaribo, 30 april 2005) was een Surinaamse atleet, die gespecialiseerd was in de middellange afstand. Hij was voor Suriname de eerste atleet die uitkwam op de Olympische Spelen. In Nederland was Esajas lid van het Amsterdamse AAC, waarvoor hij uitkwam op diverse Nederlandse kampioenschappen.

## Biografie
Esajas sportte rond zijn twintigste op hoog niveau en werd in 1956 uitgeroepen tot Sporter van het jaar.

### Olympische Spelen
Esajas was een specialist op de 800 m. Hij kwam in 1960 op 25-jarige leeftijd uit voor Suriname op de Olympische Spelen van Rome en was toen de vlaggendrager bij de opening. Maar hij verscheen niet aan de start, omdat hij zich zou hebben verslapen. Hierdoor kreeg hij de bijnaam De Schone slaper. Suriname werd hierdoor de risee van de internationale sportwereld. Zo werd de Surinaamse delegatie tijdens de openingsceremonie van de Olympische Spelen in 1976 in Montreal aangekondigd als het land "dat door hun eerste Olympische Spelen heensliep".

### Bloemenkweker
Ook Esajas moest het vaak ontgelden, ook al ontkende hij steeds dat hij zich had verslapen. Hij trok zich verbitterd uit de sport terug, haalde een diploma aan de tuinbouwhogeschool in Deventer en vestigde zich in zijn geboorteland Suriname als bloemenkweker. Over de Olympische Spelen wilde hij niets meer horen. Als bloemenkweker kwam hij in 2002 in het nieuws door de uitvinding van een speciale plantenbak op basis van een oude autoband. Hiermee zou Suriname zowel een tekort aan plantenbakken als een overschot aan oude autobanden kunnen oplossen.

### Eerherstel
Op 23 januari 2005 overleed Esajas' echtgenote Lygia Norine. Esajas vierde drie maanden later zijn zeventigste verjaardag in het ziekenhuis en kreeg bij die gelegenheid bezoek van het Surinaams Olympisch Comité (SOC). Het SOC was in haar archieven gedoken, en had daarin een verslag aangetroffen van Fred Glans, in 1960 secretaris-generaal van het SOC. Glans bleek te hebben aangetekend dat hij Esajas ten onrechte had meegedeeld dat diens kwalificatiewedstrijd naar de middag was verplaatst.
Nu de onschuld van Esajas vaststond, werd hem namens minister van Onderwijs en Volksontwikkeling Walther Sandriman het certificaat ‘Lifetime Achievement' uitgereikt. Daarnaast ontving hij van SOC-voorzitter Gerhard van Dijk een olympische plaquette, een bloemstuk en een enveloppe met inhoud. Het late eerherstel deed Esajas volgens zijn zoon Werner zichtbaar goed. Esajas heeft er echter niet lang van kunnen genieten; hij overleed twee weken later in het ziekenhuis. De aard van zijn ziekte werd niet bekendgemaakt.

## Persoonlijk record
| Onderdeel | Prestatie | Datum           | Plaats |
| --------- | --------- | --------------- | ------ |
| 800 m     | 1.50,9    | 9 augustus 1959 | Lille  |

## Onderscheidingen
- 1956: Surinaams sporter van het jaar